# Hari Merdeka

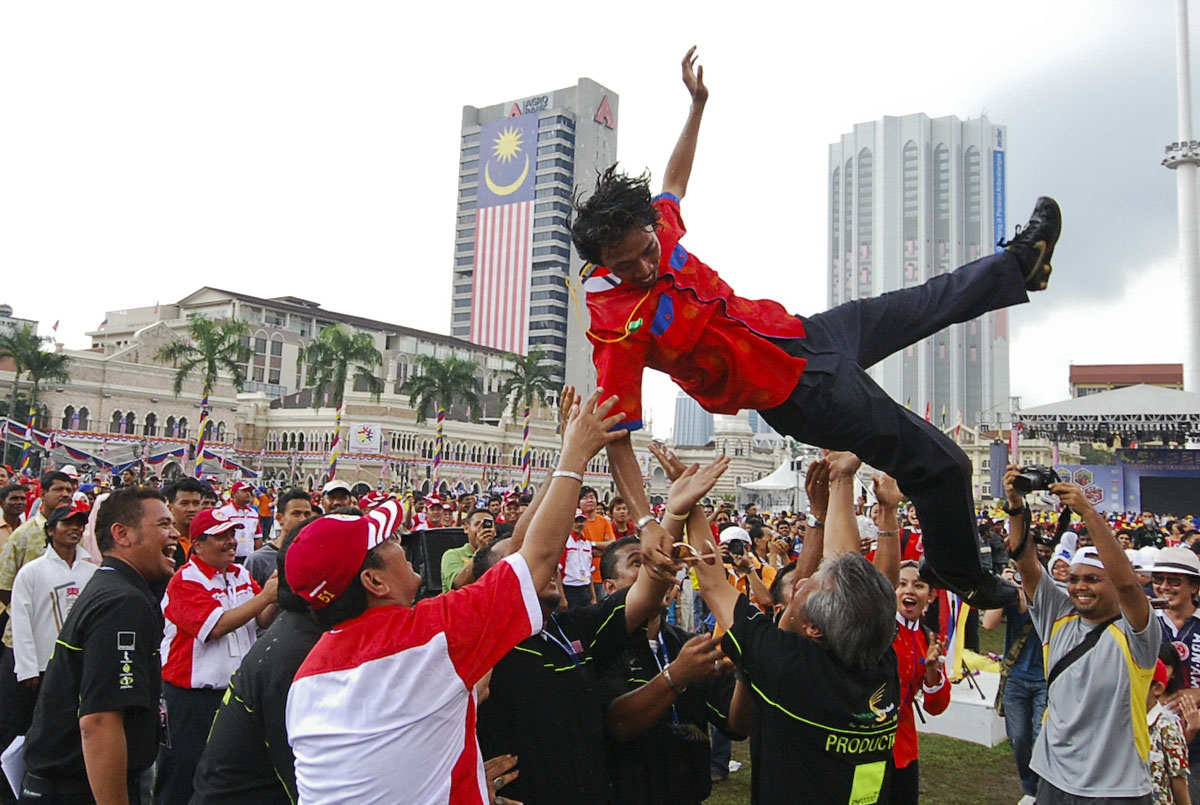
Un hombre es lanzado al aire por una multitud durante las celebraciones por el Día de Merdeka (día de la independencia de Malasia) en la Plaza Merdeka.

Hari Merdeka (Día de la Independencia) es un día nacional de Malasia conmemorando la independencia de la Federación Malaya del dominio colonial británico, celebrado el 31 de agosto. En un contexto más amplio, es para celebrar la formación de Malasia.

## Independencia de Malasia
El esfuerzo por la independencia fue encabezado por Tunku Abdul Rahman, el primer primer ministro de Malasia, que dirigía una delegación de ministros y dirigentes políticos malaya en negociaciones con los británicos en Londres para gestionar la independencia junto al primer presidente de Asociación China de Malasia, Tan Cheng Lock y el quinto Presidente del Congreso de India y Malasia V.T. Sambanthan. Una vez que se hizo cada vez más claro que la amenaza comunista se estaba diluyendo, se alcanzó un acuerdo el 8 de febrero de 1956, por el cual Malasia obtendría la independencia del Imperio Británico. Sin embargo, por un número de razones logísticas y administrativas, se decidió que la proclamación oficial de la independencia sería al año siguiente, el 31 de agosto de 1957, en el Estadio Merdeka, en Kuala Lumpur..